# Кошалинское воеводство (1975—1998)
Коша́линское воеводство (пол. województwo koszalińskie) — одно из 49 воеводств, существовавших в Польше в период 1975—1998 годов как основные единицы административного деления страны, которые были отменены в результате административной реформы 1998 года. Крупнейшим городом и административным центром воеводства являлся Кошалин. В 1999 году территория Кошалинского воеводства полностью отошла к новообразованному Западно-Поморскому воеводству.

## Города
Крупнейшие города Кошалинского воеводства (по состоянию на 31 декабря 1998 года): 
- Кошалин (112 375)
- Колобжег (47 301)
- Щецинек (42 250)
- Бялогард (25 223)
- Свидвин (16 344)